# 9016 Генрімур
9016 Генрімур (9016 Henrymoore) — астероїд головного поясу, відкритий 10 січня 1986 року.
Тіссеранів параметр щодо Юпітера — 3,080.